# Джон Мітчелл

Карта Мітчелла

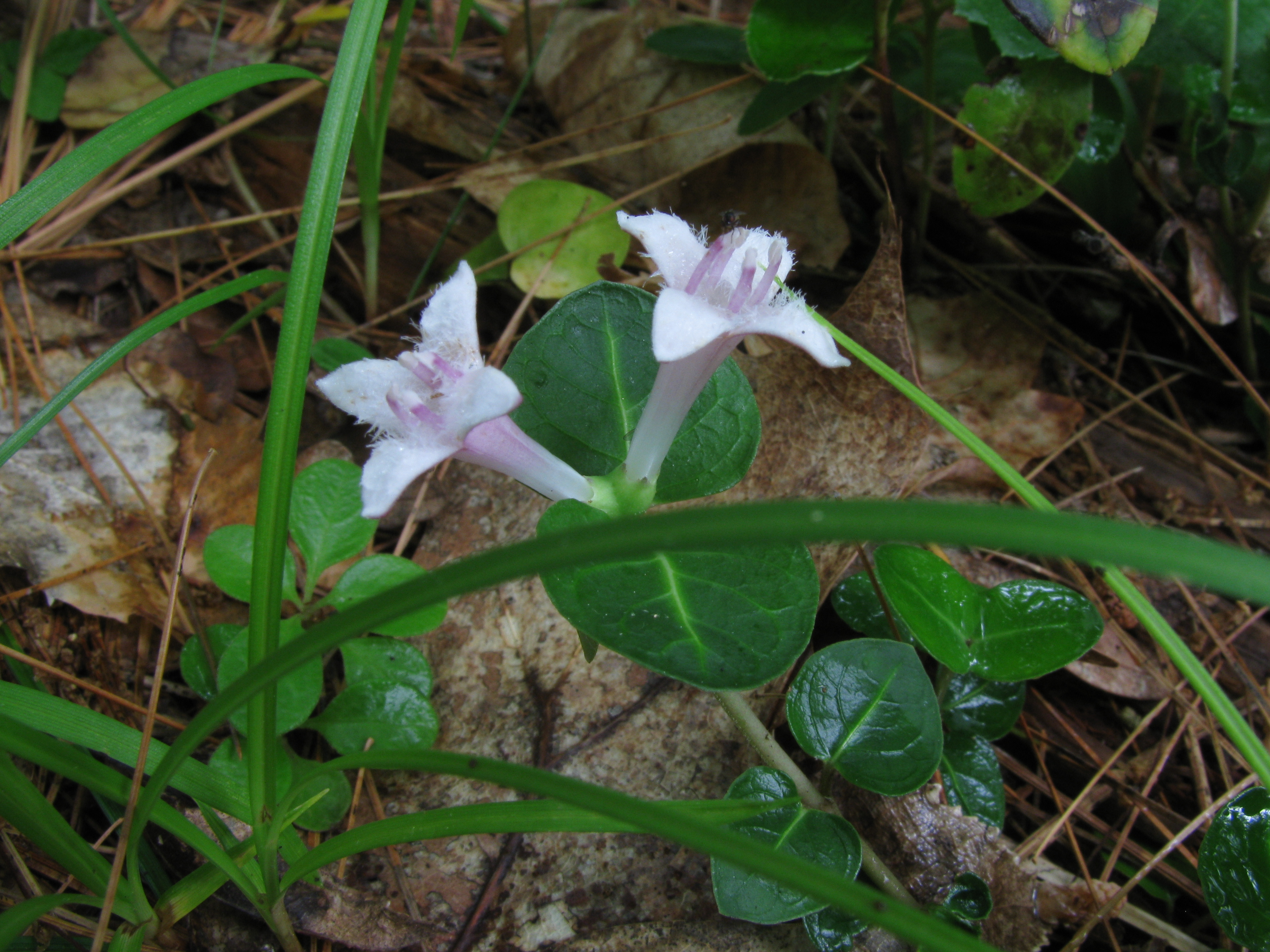
Mitchella repens

Джон Мітчелл (англ. John Mitchell; 13 квітня 1711—29 лютого 1768) — англійський колоніальний географ, ботанік та лікар, творець найбільш детальної карти східної Північної Америки XVIII століття.

## Біографія
Джон Мітчелл народився на території сучасної Вірджинії 13 квітня 1711 року.
Вивчав медицину в Единбурзькому університеті у Шотландії. З 1735 року працював лікарем у невеликому місті Урбанна у Вірджинії. У 1746 році у зв'язку із хворобою Мітчелл з родиною перебрався у Лондон.
У листопаді 1748 року Мітчелл був обраний членом Лондонського королівського товариства.
У 1750-1754 роках Джон створив найдетальнішу та одну з найбільших карту англійських та французьких володінь у Північній Америці. Ця карта, що згодом стала відомою під назвою «Карта Мітчелла», була використана для визначення меж незалежних Сполучених Штатів під час Паризького миру 1783 року.
Мітчелл помер 29 лютого 1768 року в Лондоні.

## Окремі наукові праці
- Mitchell, J. (1768). Dissertatio brevis de principiis botanicorum et zoologorum. 37 p.

## Роди, названі на честь Дж. Мітчелла
- Mitchella L., 1753